# Zayar Thaw

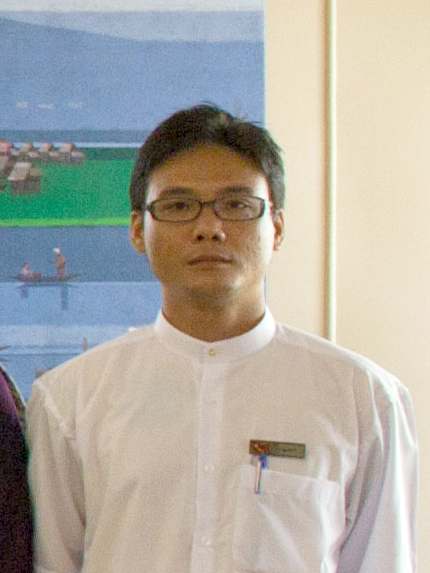
Zeya Thaw (2011)

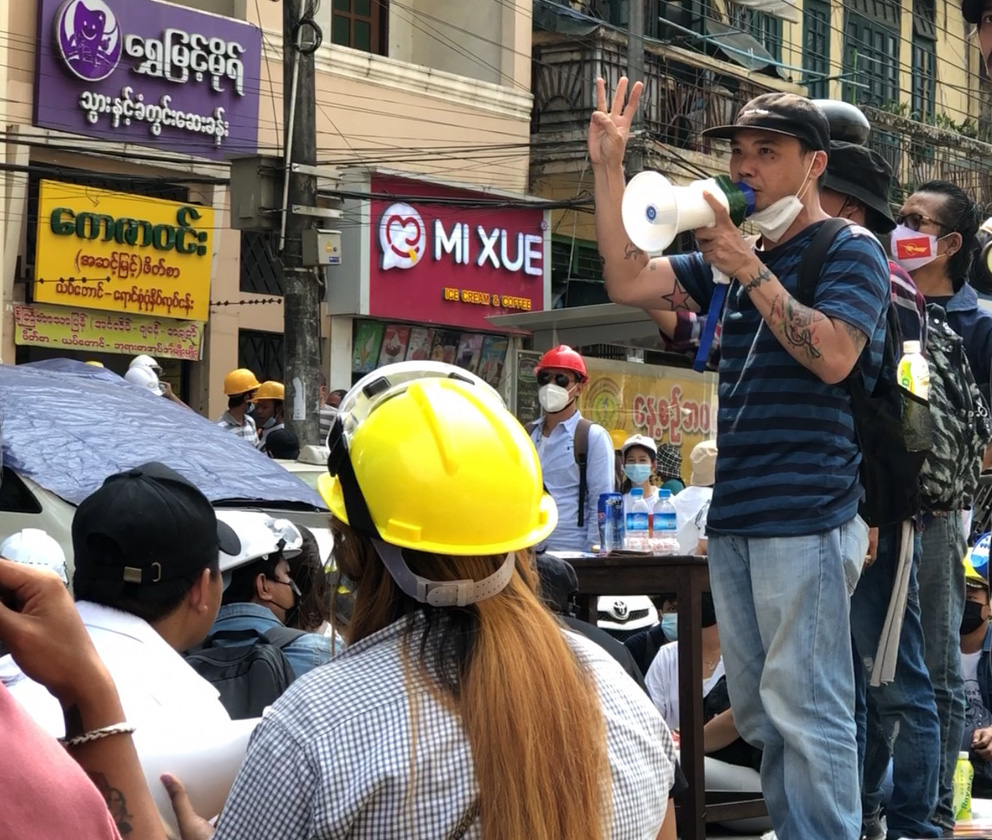
Zeya Thaw bei einem Protest 2021

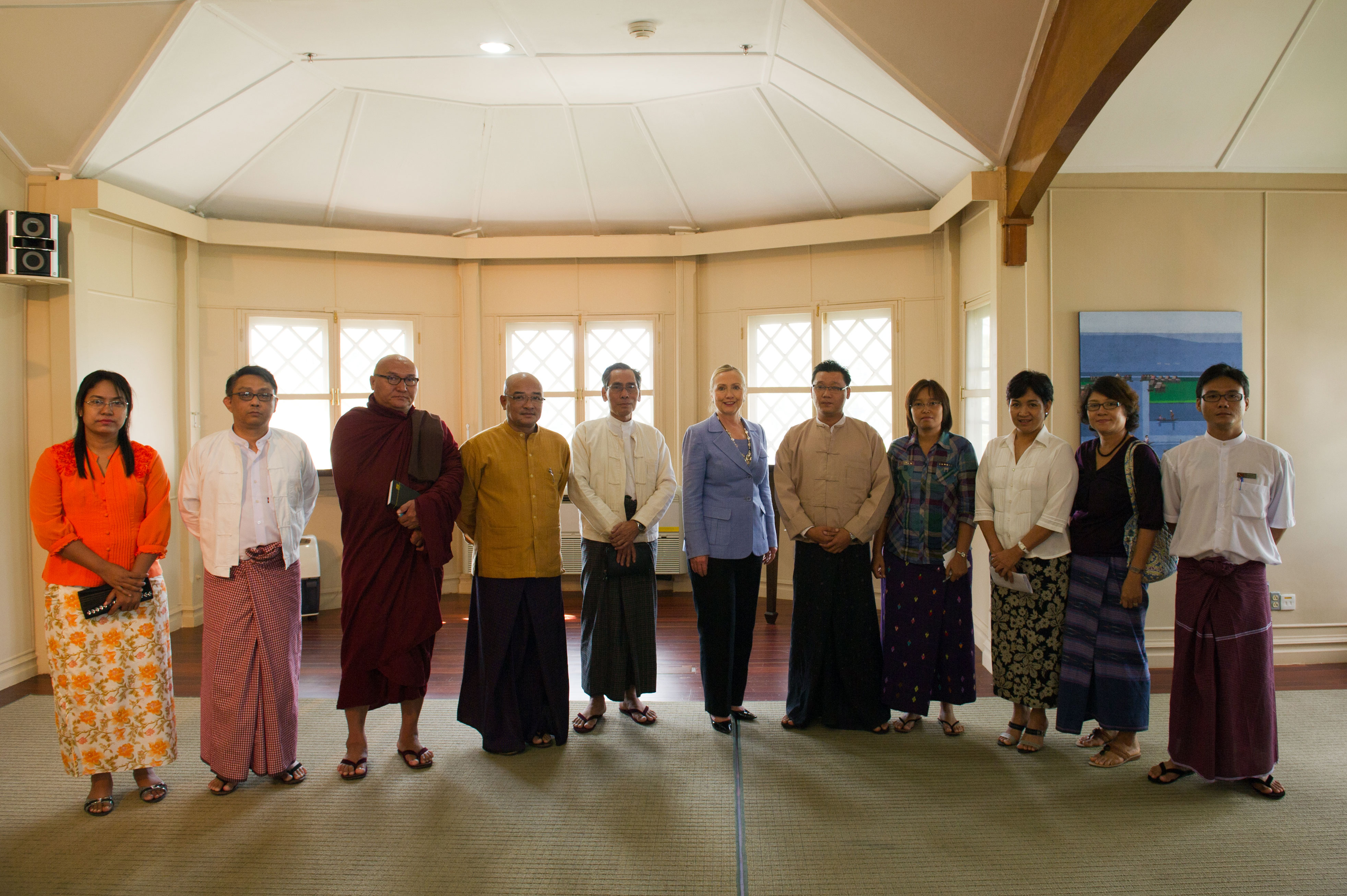
Zayar Thaw (Person ganz rechts), 2011 bei einem Treffen mit Hillary Clinton

Zayar Thaw (birmanisch ဇေယျာသော် [zèjà θɔ̀], auch U Phyo Zayar Thaw oder Zeya Thaw) (* 26. März 1981 in Rangun; † 23. Juli 2022 ebendort) war ein myanmarischer Hip-Hop-Künstler und Politiker. Wegen seines Engagements gegen das Militärregime wurde er im November 2021 inhaftiert und am 23. Juli 2022 hingerichtet.

## Leben
Zayar Thaw war der Sohn von Mya Thaw, einem ehemaligen Zahnmedizinprofessor und Rektor an der University of Dental Medicine in Yangon und seiner Frau Khin Win May (ebenfalls Zahnärztin). Er besuchte die Basic Education High School No. 6 Botataung und schrieb sich 1999 an der Universität für Pharmazie in Mandalay ein und wechselte dann im Jahr 2000 zum Fernstudium an der Yadanabon-Universität, das er 2003 mit dem Bachelor of Arts im Fach Englisch abschloss.
Seine Band Acid brachte im Jahr 2000 das erste Hip-Hop-Album Myanmars heraus, und seine Texte enthielten unverhohlene Angriffe auf das Militär und zogen den Zorn der Junta auf sich.
Zayar Thaw war ein führendes Mitglied der Jugendvereinigung Generation Wave, als Reaktion auf die Massentötungen und Verhaftungswellen während der friedlichen Demonstrationen im August und September 2007. Die Demonstrierenden traten mit Plakataktionen für eine Demokratisierung und gegen das Militärregime ein. Sie verteilten regierungskritische Handzettel und zeigten verbotene Videoaufnahmen. Am 20. November 2008 verurteilte man ihn wegen der „Gründung einer illegalen Vereinigung“ und des unerlaubten Besitzes von Fremdwährung. Zum Zeitpunkt seiner Festnahme hatte er knapp 20 US-Dollar bei sich getragen. Amnesty International bezeichnete ihn als Gewissensgefangenen.
Zusammen mit der Oppositionsführerin Aung San Suu Kyi zog er als Mitglied am 1. April 2012 in das birmanische Unterhaus Pyithu Hluttaw ein.
Im November 2021 wurde er unter dem Vorwurf, in seinen Texten regierungsfeindliche Botschaften zu verbreiten, verhaftet und im Januar 2022 zum Tode verurteilt. Im Juni 2022 gab die Militärjunta bekannt, dass seine Hinrichtung unmittelbar bevorstehe. Am 23. Juli 2022 wurden er und drei weitere demokratische Aktivisten (darunter Kyaw Min Yu (Ko Jimmy)) hingerichtet.

## Reaktionen
Die deutsche Bundesregierung verurteilte die ersten Hinrichtungen in Myanmar seit mehr als drei Jahrzehnten in scharfer Form. Auch die Organisationen Human Rights Watch und Amnesty International reagierten schockiert. Die Asien-Direktorin von Human Rights Watch, Elaine Pearson, sprach von politisch motivierten Prozessen und wies darauf hin, dass die Familien der Verurteilten erst durch Medienberichte von den Hinrichtungen erfahren hätten.
Der UN-Sonderberichterstatter für Myanmar, Tom Andrews, twitterte, er sei „erschüttert“ von der Nachricht: „Die UN-Mitgliedstaaten müssen ihre Leben ehren, indem sie diese abscheuliche Tat zu einem Wendepunkt bei der Reaktion der Welt auf diese Krise machen.“